# Шура-Міке
Шура-Міке (рум. Șura Mică) — село у повіті Сібіу в Румунії. Адміністративний центр комуни Шура-Міке.
Село розташоване на відстані 222 км на північний захід від Бухареста, 8 км на північний захід від Сібіу, 110 км на південь від Клуж-Напоки, 122 км на захід від Брашова.

## Населення
За даними перепису населення 2002 року у селі проживали 1727 осіб.
Національний склад населення села:
| Національність | Кількість осіб | Відсоток |
| -------------- | -------------- | -------- |
| румуни         | 1667           | 96,5%    |
| цигани         | 24             | 1,4%     |
| німці          | 22             | 1,3%     |
| угорці         | 11             | 0,6%     |

Рідною мовою назвали:
| Мова      | Кількість осіб | Відсоток |
| --------- | -------------- | -------- |
| румунська | 1695           | 98,1%    |
| німецька  | 20             | 1,2%     |
| угорська  | 10             | 0,6%     |